# Sindaci di Rieti
Di seguito l'elenco cronologico dei sindaci di Rieti e delle altre figure apicali equivalenti che si sono succedute nel corso della storia.

## Regno d'Italia (1861-1946)
Sindaci nominati dal governo (1861-1889)
| Periodo | Periodo | Primo cittadino  | Partito | Carica  | Note |
| ------- | ------- | ---------------- | ------- | ------- | ---- |
| ?       | 1870    | Carlo Piccadori  | ?       | Sindaco |      |
| 1870    | 1877    | Lodovico Petrini | ?       | Sindaco |      |
| ?       | 1884    | Cesare Blasetti  | ?       | Sindaco |      |
| 1886    |         | Francesco Canali | ?       | Sindaco |      |

Sindaci eletti dal Consiglio comunale (1889-1926)
| Periodo           | Periodo           | Primo cittadino           | Partito                     | Carica            | Note  |
| ----------------- | ----------------- | ------------------------- | --------------------------- | ----------------- | ----- |
| 1889              |                   | Giuseppe Palmeggiani      | ?                           | Sindaco           |       |
| 1890              | ?                 | Valerio Vecchiarelli      | ?                           | Sindaco           |       |
| 4 gennaio 1900    | 22 giugno 1901    | Francesco Ceci            | ?                           | Sindaco           |       |
| 23 luglio 1901    | 19 settembre 1902 | Domenico Raccuini         | ?                           | Sindaco           |       |
| 22 settembre 1902 | 22 settembre 1903 | Angelo Angelucci          | ?                           | Sindaco           |       |
| 25 settembre 1903 | 26 luglio 1907    | Filippo Corbelli          | ?                           | Sindaco           |       |
| 30 luglio 1907    | 19 agosto 1907    | Pietro Michaeli           | ?                           | Sindaco           |       |
| 28 ottobre 1907   | 18 ottobre 1912   | Valerio Vecchiarelli      | ?                           | Sindaco           |       |
| 20 ottobre 1912   | 19 ottobre 1915   | Domenico Raccuini         | ?                           | Sindaco           |       |
| 22 ottobre 1915   | 8 aprile 1916     | Giovanni Moscatelli       | ?                           | Sindaco           |       |
| 10 aprile 1916    | 30 luglio 1919    | Domenico Raccuini         | ?                           | Sindaco           |       |
| 1919              |                   | Pietro Carini             |                             | Regio Commissario |       |
| 27 novembre 1920  | 30 aprile 1921    | Angelo Sacchetti Sassetti | Partito Socialista Italiano | Sindaco           |       |
| 23 febbraio 1923  | 23 marzo 1925     | Alberto Mario Marcucci    | Partito Nazionale Fascista  | Sindaco           | [ 2 ] |

Podestà nominati dal governo (1926-1944)
| Periodo          | Periodo         | Primo cittadino        | Partito                    | Carica  | Note |
| ---------------- | --------------- | ---------------------- | -------------------------- | ------- | ---- |
| 24 dicembre 1926 | 11 agosto 1934  | Alberto Mario Marcucci | Partito Nazionale Fascista | Podestà |      |
| 25 marzo 1935    | 11 gennaio 1941 | Alfredo Iacoboni       | Partito Nazionale Fascista | Podestà |      |
| 11 febbraio 1941 | 23 ottobre 1942 | Alcibiade d'Orazi      | Partito Nazionale Fascista | Podestà |      |

Sindaci del periodo costituzionale transitorio (1944-1946)
| Periodo           | Periodo           | Primo cittadino           | Partito                     | Carica  | Note |
| ----------------- | ----------------- | ------------------------- | --------------------------- | ------- | ---- |
| 27 giugno 1944    | 20 settembre 1944 | Pietro Colarieti          | ?                           | Sindaco |      |
| 26 settembre 1944 | 1 aprile 1946     | Angelo Sacchetti Sassetti | Partito Socialista Italiano | Sindaco |      |

## Repubblica Italiana (dal 1946)
| Sindaci eletti dal Consiglio comunale (1946-1994)    | Sindaci eletti dal Consiglio comunale (1946-1994) | Sindaci eletti dal Consiglio comunale (1946-1994) | Sindaci eletti dal Consiglio comunale (1946-1994) | Sindaci eletti dal Consiglio comunale (1946-1994) | Sindaci eletti dal Consiglio comunale (1946-1994) | Sindaci eletti dal Consiglio comunale (1946-1994) | Sindaci eletti dal Consiglio comunale (1946-1994) | Sindaci eletti dal Consiglio comunale (1946-1994) |
| Nominativo                                           | Nominativo                                        | Partito                                           | Partito                                           | Partito                                           | Partito                                           | Mandato                                           | Mandato                                           | Elezione                                          |
| Nominativo                                           | Nominativo                                        | Partito                                           | Partito                                           | Partito                                           | Partito                                           | Inizio                                            | Fine                                              | Elezione                                          |
| ---------------------------------------------------- | ------------------------------------------------- | ------------------------------------------------- | ------------------------------------------------- | ------------------------------------------------- | ------------------------------------------------- | ------------------------------------------------- | ------------------------------------------------- | ------------------------------------------------- |
|                                                      | Angelo Sacchetti Sassetti                         |                                                   | Partito Socialista Italiano                       | Partito Socialista Italiano                       | Partito Socialista Italiano                       | 1 aprile 1946                                     | 14 luglio 1952                                    | Elezione 1946                                     |
|                                                      | Lionello Matteucci                                |                                                   | Partito Socialista Italiano                       | Partito Socialista Italiano                       | Partito Socialista Italiano                       | 21 giugno 1952                                    | 30 luglio 1952                                    | Elezione 1952                                     |
|                                                      | Angelo Sacchetti Sassetti                         |                                                   | Partito Socialista Italiano                       | Partito Socialista Italiano                       | Partito Socialista Italiano                       | 30 luglio 1952                                    | 25 agosto 1952                                    | Elezione 1952                                     |
|                                                      | Lionello Matteucci                                |                                                   | Partito Socialista Italiano                       | Partito Socialista Italiano                       | Partito Socialista Italiano                       | 25 agosto 1952                                    | 1956                                              | Elezione 1952                                     |
| 1956                                                 | Lionello Matteucci                                | 1º maggio 1957                                    | Partito Socialista Italiano                       | Partito Socialista Italiano                       | Partito Socialista Italiano                       | Elezione 1956                                     |                                                   |                                                   |
|                                                      | Valerio de Santis                                 |                                                   | Partito Socialista Italiano                       | Partito Socialista Italiano                       | Partito Socialista Italiano                       | Elezione 1956                                     | 30 maggio 1957                                    | 1960                                              |
| 1960                                                 | Valerio de Santis                                 | 25 gennaio 1961                                   | Partito Socialista Italiano                       | Partito Socialista Italiano                       | Partito Socialista Italiano                       | Elezione 1960                                     |                                                   |                                                   |
|                                                      | Giulio De Iuliis                                  |                                                   | Partito Socialista Italiano                       | Partito Socialista Italiano                       | Partito Socialista Italiano                       | Elezione 1960                                     | 29 gennaio 1961                                   | 1964                                              |
| 1964                                                 | Giulio De Iuliis                                  | 30 settembre 1970                                 | Partito Socialista Italiano                       | Partito Socialista Italiano                       | Partito Socialista Italiano                       | Elezione 1964                                     |                                                   |                                                   |
|                                                      | Pietro Aloisi                                     |                                                   | Partito Socialista Italiano                       | Partito Socialista Italiano                       | Partito Socialista Italiano                       | 14 settembre 1970                                 | 10 agosto 1974                                    | Elezione 1970                                     |
|                                                      | Ettore Saletti                                    |                                                   | Partito Repubblicano Italiano                     | Partito Repubblicano Italiano                     | Partito Repubblicano Italiano                     | 21 novembre 1974                                  | 1975                                              | Elezione 1970                                     |
| 1975                                                 | Ettore Saletti                                    | 1980                                              | Partito Repubblicano Italiano                     | Partito Repubblicano Italiano                     | Partito Repubblicano Italiano                     | Elezione 1975                                     |                                                   |                                                   |
| 1980                                                 | Ettore Saletti                                    | 10 marzo 1982                                     | Partito Repubblicano Italiano                     | Partito Repubblicano Italiano                     | Partito Repubblicano Italiano                     | Elezione 1980                                     |                                                   |                                                   |
|                                                      | Bruno Vella                                       |                                                   | Partito Socialista Italiano                       | Partito Socialista Italiano                       | Partito Socialista Italiano                       | Elezione 1980                                     | 10 marzo 1982                                     | 13 settembre 1983                                 |
|                                                      | Augusto Giovannelli                               |                                                   | Partito Socialista Italiano                       | Partito Socialista Italiano                       | Partito Socialista Italiano                       | Elezione 1980                                     | 13 settembre 1983                                 | 1985                                              |
| 1985                                                 | Augusto Giovannelli                               | 12 febbraio 1988                                  | Partito Socialista Italiano                       | Partito Socialista Italiano                       | Partito Socialista Italiano                       | Elezione 1985                                     |                                                   |                                                   |
|                                                      | Paolo Tigli                                       |                                                   | Partito Comunista Italiano                        | Partito Comunista Italiano                        | Partito Comunista Italiano                        | Elezione 1985                                     | 15 febbraio 1988                                  | 26 luglio 1990                                    |
|                                                      | Lamberto Tabellini                                |                                                   | Partito Socialista Italiano                       | Partito Socialista Italiano                       | Partito Socialista Italiano                       | 30 luglio 1990                                    | 11 ottobre 1992                                   | Elezione 1990                                     |
|                                                      | Paolo Bigliocchi                                  |                                                   | Partito Socialista Italiano                       | Partito Socialista Italiano                       | Partito Socialista Italiano                       | 10 dicembre 1992                                  | 5 novembre 1993                                   | Elezione 1990                                     |
|                                                      | Pietro Verga (Commissario prefettizio)            | –                                                 | –                                                 | –                                                 | –                                                 | 16 dicembre 1993                                  | 17 gennaio 1994                                   | –                                                 |
|                                                      | Guido Nardone (Commissario straordinario)         | –                                                 | –                                                 | –                                                 | –                                                 | 17 gennaio 1994                                   | 27 giugno 1994                                    | –                                                 |
| Sindaci eletti direttamente dai cittadini (dal 1994) |                                                   |                                                   |                                                   |                                                   |                                                   |                                                   |                                                   |                                                   |
| Nominativo                                           | Nominativo                                        | Partito                                           | Partito                                           | Coalizione                                        | Coalizione                                        | Mandato                                           | Mandato                                           | Elezione                                          |
| Nominativo                                           | Nominativo                                        | Partito                                           | Partito                                           | Coalizione                                        | Coalizione                                        | Inizio                                            | Fine                                              | Elezione                                          |
|                                                      | Antonio Cicchetti                                 |                                                   | Alleanza Nazionale                                |                                                   | FI-AN-CCD-LN                                      | 27 giugno 1994                                    | 24 maggio 1998                                    | Elezione 1994                                     |
|                                                      | Antonio Cicchetti                                 | FI-AN-CCD                                         | Alleanza Nazionale                                | 24 maggio 1998                                    | 26 maggio 2002                                    | Elezione 1998                                     |                                                   |                                                   |
|                                                      | Giuseppe Emili                                    |                                                   | Alleanza Nazionale (2002-2009)                    |                                                   | FI-AN-UDC-PRI                                     | 26 maggio 2002                                    | 28 maggio 2007                                    | Elezione 2002                                     |
|                                                      | Giuseppe Emili                                    | FI-AN/PdL-UDC-PRI                                 | Alleanza Nazionale (2002-2009)                    | 28 maggio 2007                                    | 22 maggio 2012                                    | Elezione 2007                                     |                                                   |                                                   |
|                                                      | Giuseppe Emili                                    | FI-AN/PdL-UDC-PRI                                 | Il Popolo della Libertà (2009-2012)               | 28 maggio 2007                                    | 22 maggio 2012                                    | Elezione 2007                                     |                                                   |                                                   |
|                                                      | Simone Petrangeli                                 |                                                   | Sinistra Ecologia Libertà                         |                                                   | PD-IdV-SEL-FdS-PSI-ApI                            | 22 maggio 2012                                    | 27 giugno 2017                                    | Elezione 2012                                     |
|                                                      | Antonio Cicchetti                                 |                                                   | Forza Italia                                      |                                                   | FI-FdI-DI-UdC-L. civiche                          | 27 giugno 2017                                    | 20 giugno 2022                                    | Elezione 2017                                     |
|                                                      | Daniele Sinibaldi                                 |                                                   | Fratelli d'Italia                                 |                                                   | FdI-Lega-FI-IV-L. civiche                         | 20 giugno 2022                                    | in carica                                         | Elezione 2022                                     |